# Arfon (District)
Arfon war einer der fünf Districts des County Gwynedd (Wales) in der Zeit von 1974 bis 1996. Im Mittelalter war Arfon ein Cantref des Königreiches Gwynedd.

## Etymologie
Der Namen Arfon leitet sich von kymrisch ar und fon ab, was „gegenüber von Anglesey“ bedeutet – Môn ist der walisische Name von Anglesey (Mutation von môn zu fôn). Diese Bezeichnung der Gegend ist schon seit dem frühen Mittelalter gebräuchlich, Cantref Arfon war damals schon der Name dieser Verwaltungseinheit des einstigen Königreiches Gwynedd und die geokulturelle Bezeichnung überlebte bis heute. Arfon ist auch als walisischer Vorname gebräuchlich.

## Politische Struktur

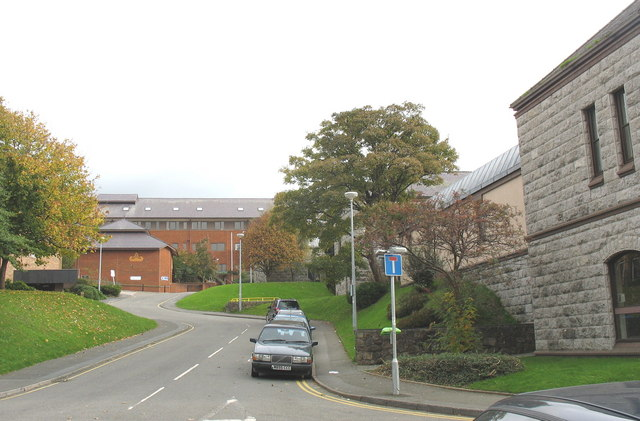
District Council Offices

Durch den Local Government Act 1972 wurde dieser District am 1. April 1974 aus Teilen der Grafschaft Caernarfonshire gebildet, nämlich aus den Stadtbezirken von Bangor, Caernarfon und Bethesda, den Landkreisen Ogwen und Gwyrfai (allerdings ohne die Gemeinden Beddgelert und Clynnog). Am 1. April 1996, als Gwynedd wieder zur Unitary Authority wurde, war die Districteinteilung damit beendet. Heute ist Arfon ein Borough.

## Cantref Arfon

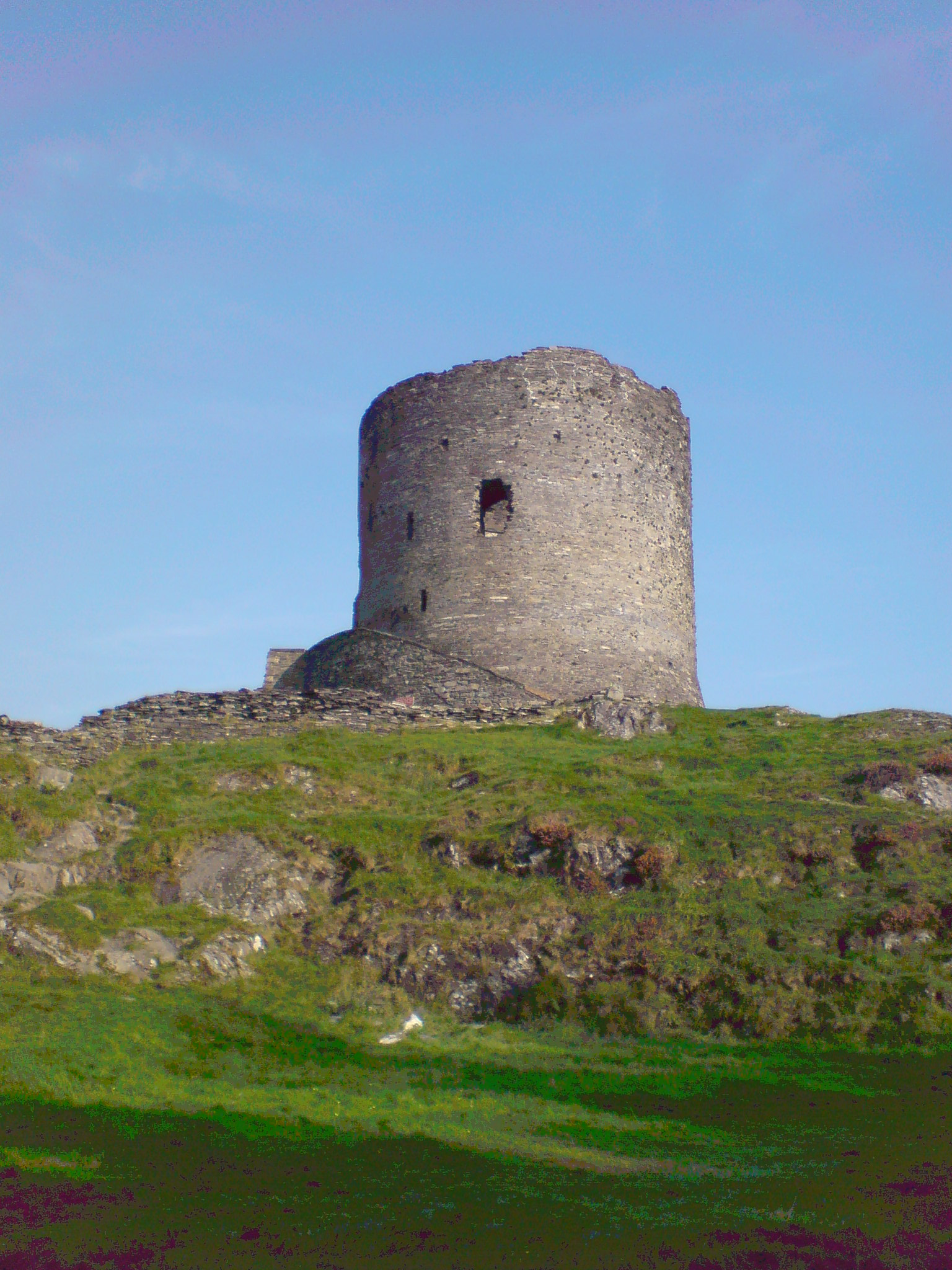
Dolbadarn Castle

Der mittelalterliche Cantref von Arfon war der Kern des Königreichs Gwynedd. Später wurde es in den neuen Landkreis Caernarfonshire aufgenommen. Getrennt durch die Meeresstraße der Menai Strait lag der Cantref Anglesey (Ynys Môn) im Norden, im Osten der Cantref Arllechwedd, im Süden Eifionydd und im Westen Pen Llŷn. Da Arfon gemeinsam mit Anglesey die Menai Strait kontrollierte, war es ein wichtiger strategischer Machtfaktor.
Der Cantref Arfon ist sehr unterschiedlich in seiner Geographie, fruchtbares Land und ertragreiche Weiden am Ufer des Menai und in den Tälern, Wälder an den Hängen der Berge im Süden, zu denen die höchsten Bergen von Wales, wie Snowdon und Tryfan, zählen.
Während der Eisenzeit und der römischen Epoche wurde das Land vom Stamm der Ordovicer bewohnt. Das römische Kastell von Segontium (heute Caernarfon) und die Dinorwig Höhenburg, sowie Dolbadarn Castle (beide bei der Ortschaft Llanberis) waren wichtige Verteidigungsanlagen. Kirchliche Zentren befanden sich in Bangor, wo die Bischöfe von Bangor residierten und in Clynnog Fawr, das große Teile von Anglesey beherrschte.

## Ioan Arfon

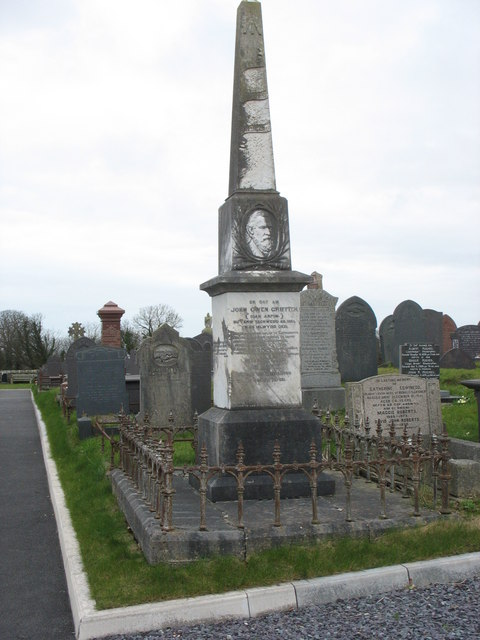
Denkmal für Ioan Arfon

Der walisische Dichter, Kritiker und Geologe John Owen Griffith (* 1828, † 1881) war unter dem kymrischen Dichternamen Ioan Arfon bekannt, er fungierte auch als Schiedsrichter des nationalen Eisteddfod (Fest der Literatur, der Musik und des Gesangs in Wales). Er starb am 22. November 1881 im Alter von 53 Jahren.

## Mythologie
Im „Vierten Zweig des Mabinogi“ (Math fab Mathonwy, „Math, der Sohn Mathonwys“) ist die Jungfrau Goewin die Fußhalterin des Königs Math von Gwynedd. Sie ist die Tochter Pebins aus Dôl Bebin in Arfon und wird als das schönste Mädchen ihrer Zeit geschildert. Wegen der Liebe von Gilfaethwy zu ihr und der Hinterlist Gwydyons kommt es zum Krieg mit Pryderi und zum Zerwürfnis Maths mit seinen Neffen. Der Hof des Königs Math war Caer Dathyl, der von Arianrhod Caer Arianrhod; Llew Llaw Gyffes flieht nach dem Mordversuch von Goronwy als Adler in das Nantlle Valley. Alle diese Orte befinden sich im Cantref Arfon.